# Zamarada ascaphes
Zamarada ascaphes är en fjärilsart som beskrevs av Louis Beethoven Prout 1925. Zamarada ascaphes ingår i släktet Zamarada och familjen mätare. Inga underarter finns listade i Catalogue of Life.